# Gąska pomarańczowa

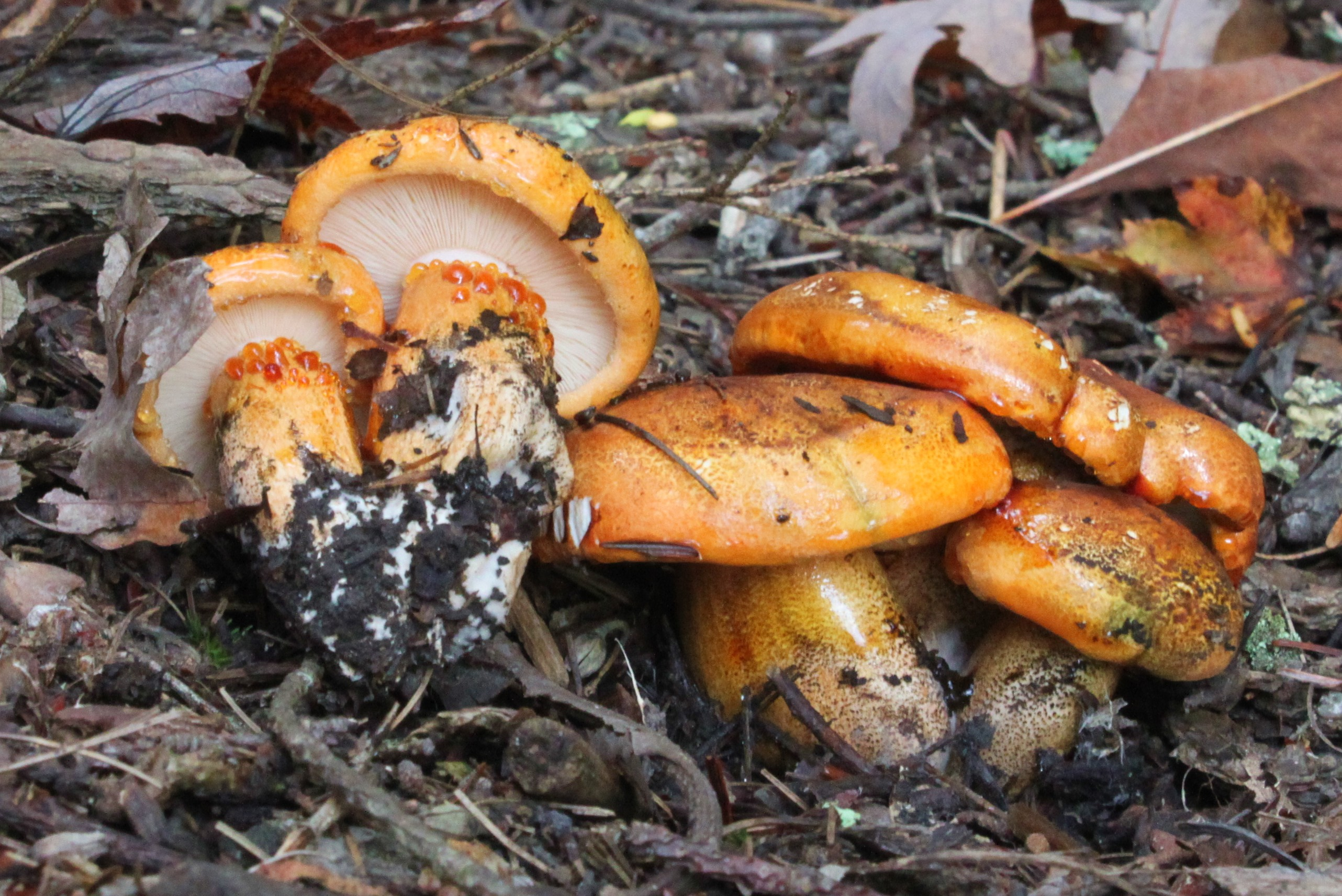

Gąska pomarańczowa (Tricholoma aurantium (Schaeff.) Ricken) – gatunek grzybów należący do rodziny gąskowatych (Tricholomataceae).

## Systematyka i nazewnictwo
Pozycja w klasyfikacji według Index Fungorum: Tricholoma, Tricholomataceae, Agaricales, Agaricomycetidae, Agaricomycetes, Agaricomycotina, Basidiomycota, Fungi.
Po raz pierwszy takson ten zdiagnozował w 1774 r. Jacob Christian Schäffer nadając mu nazwę Agaricus aurantius. Obecną, uznaną przez Index Fungorum nazwę nadał mu w 1914 r. Adalbert Ricken, przenosząc go do rodzaju Tricholoma. Niektóre synonimy:

- Agaricus aurantius Schaeff. 1774
- Armillaria aurantia (Schaeff.) Quél. 1872
- Gyrophila aurantia (Schaeff.) Quél. 1886
- Melanoleuca aurantia (Schaeff.) Murrill 1914[2].

Nazwę polską podał Władysław Wojewoda w 1999 r.

## Morfologia
Kapelusz
Średnica 5–10 cm, barwy pomarańczowoczerwonej lub pomarańczowobrązowej. Skórka wilgotna – lepka, mazista, za młodu wydzielająca bursztynowe kropelki.
Blaszki
Barwy czysto białej, bardzo gęsto ustawione, u starszych owocników cętkowane na czerwono.
Trzon
Barwy kapelusza, z białym szczytem, poniżej którego czasami pojawiają się czerwonawe krople, często nieco łuskowaty lub z zygzakowym wzorem.
Miąższ
Biały, w dolnej części trzony cielistoczerwonawy; o mącznym zapachu.
Wysyp zarodników
Biały, nieamyloidalny. Zarodniki o rozmiarach 4–5,5 × 3–4 µm.
Gatunki podobne
- ziarnówka cynobrowa (Cystoderma cinnabarinum), która ma ziarnisty kapelusz, cieńszy miąższ bez zapachu mąki. Na ostrzu blaszek ma cystydy[4];
- gąska czerwonobrązowa ( Tricholoma batschii). Odróżnia się ciemniejszą barwą pierścieniem na trzonie młodych owocników[5];
- gąska ognista (Tricholoma focale). Jej kapelusz jest ciemniejszy i zawsze posiada pierścień na trzonie[5].

## Występowanie i siedlisko
Gąska pomarańczowa występuje w Ameryce Północnej i Południowej, Europie, Azji i Australii. W Polsce jest rzadka. Do 2020 r. w piśmiennictwie naukowym podano 20 jej pewnych stanowisk i 2 błędne. Znajduje się na Czerwonej liście roślin i grzybów Polski. Ma status R – potencjalnie zagrożony z powodu ograniczonego zasięgu geograficznego i małych obszarów siedliskowych. Znajduje się na listach gatunków zagrożonych także w Danii, Niemczech, Anglii, Holandii, Szwecji, Finlandii. W Polsce w latach 1995–2004 i ponownie od 2014 roku jest objęta ochroną częściową; bez możliwości zastosowania wyłączeń spod ochrony uzasadnionych względami gospodarki rolnej, leśnej lub rybackiej.
Naziemny grzyb mykoryzowy tworzący symbiozę z drzewami iglastymi. Wytwarza owocniki od sierpnia do listopada, w lasach iglastych i mieszanych, zwłaszcza na glebach wapiennych pod świerkami.

## Znaczenie
Grzyb niejadalny z powodu gorzkiego smaku.